# J'accuse...!

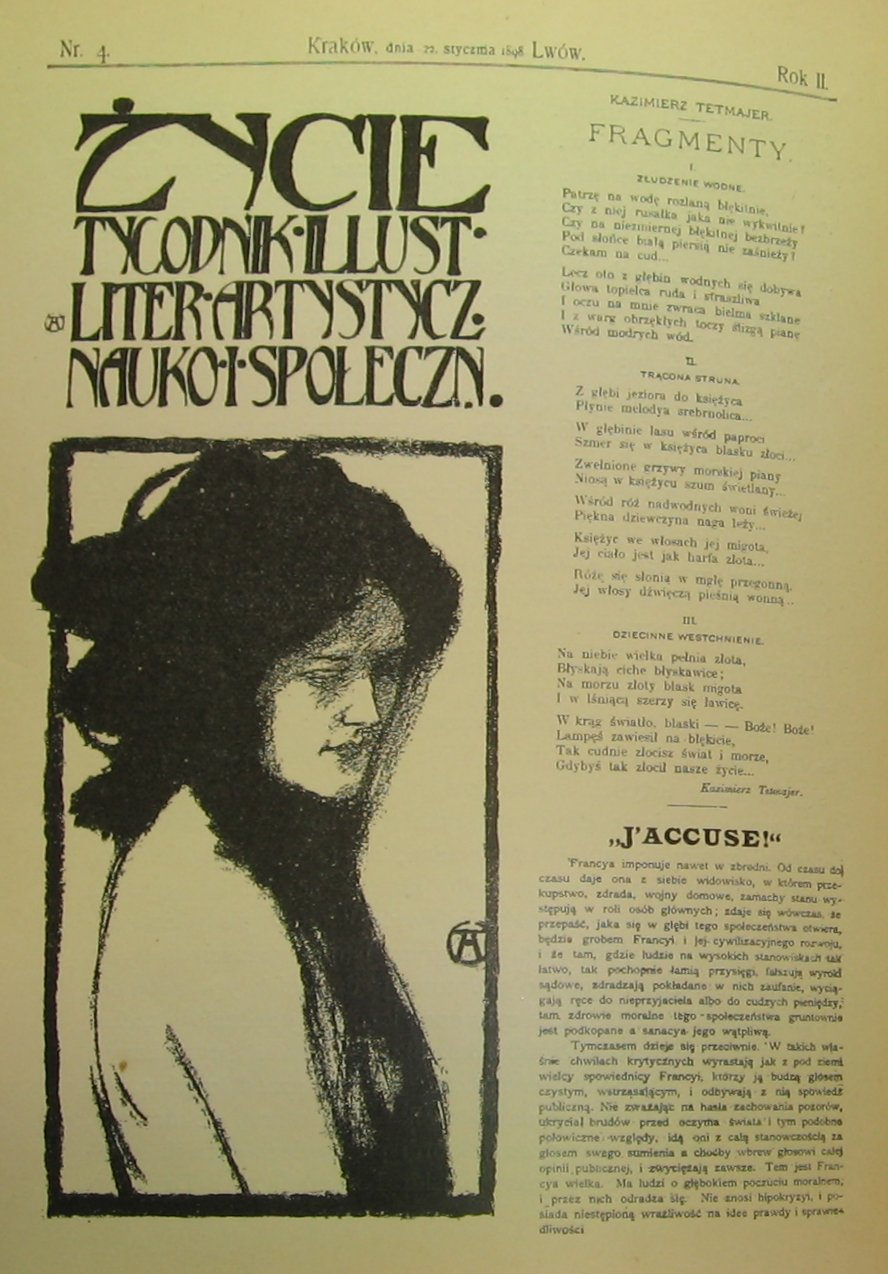
Edició del polonès Życie que informa de la carta de Zola i l'Afer Dreyfus

J'accuse...!, (en català Jo acuso...!, pronunciat [ʒaˈkyz]) és un article redactat per Émile Zola durant l'afer Dreyfus i publicat al diari L'Aurore del 13 de gener de 1898 en forma d'una carta oberta al President de la República Félix Faure. Zola es va inspirar en part en un informe escrit el 1896 per l'escriptor Bernard Lazare.
A la carta, Zola es va dirigir al president de França Félix Faure i va acusar el govern d'antisemitisme i de la presó il·legal d'Alfred Dreyfus, un oficial de l'Estat Major de l'Exèrcit francès, que va ser condemnat a cadena perpètua per espionatge. Zola va assenyalar errors judicials i greu falta de proves. La carta es va imprimir a la portada del diari i va provocar una commoció a França i a l'estranger. Zola va ser processat per difamació i condemnat el 23 de febrer 1898. Per evitar l'empresonament, va fugir a Anglaterra, tornant a casa el juny de 1899.
Altres fulletons que proclamen la innocència de Dreyfus són: A Miscarriage of Justice: The Truth about the Dreyfus Affair (La veritat sobre la qüestió de Dreyfus) de Bernard Lazare (novembre de 1896). Com a resultat de la popularitat de la carta, fins i tot al món de parla anglesa, J'accuse! es va convertir en una expressió genèrica comuna d'indignació i acusació contra algú poderós.
J'accuse...! apareix dos dies després de l'absolució d'Esterhazy pel consell de guerra (11 gener), que sembla arruïnar totes les esperances alimentades pels partidaris d'una revisió del procés que condemna Dreyfus. Zola hi ataca especialment els generals, els oficials responsables de l'error judicial que va comportar el procés i la condemna, els experts en escriptura culpables d'«informes mentiders i fraudulents. » Qüestiona també els despatxos de l'exèrcit culpables d'una campanya de premsa mentidera, així com els dos consells de guerra dels quals un ha condemnat Dreyfus per una prova que continuava sent secreta, mentre que el segon absolia conscientment un culpable. Sobretot, proclama des del començament la innocència de Dreyfus:
«El meu deure és de parlar, no vull ser còmplice. Les meves nits serien sovintejades per l'espectre de l'innocent que expia allà, en la més horrorosa de les tortures, un crim que no ha comès.»
El gran interès de l'article de Zola és d'oferir un resum consolidat dels diferents elements que constitueixen els quatre primers anys de l'afer Dreyfus. Arran l'article, nombrosos intel·lectuals signen una petició a favor de la revisió del procés, publicada també per L'Aurore. Entre ells, Anatole France, Georges Courteline, Octave Mirbeau o Claude Monet, les signatures van ser recollides per estudiants o joves escriptors com Marcel Proust. Zola rep nombrosos missatges de suport, però també cartes plenes d'injúries i d'amenaces de caràcter antisemita o xenòfoba (el pare de Zola era un enginyer italià). El segon afer Dreyfus, que apassiona les multituds durant diversos anys, acaba de començar.
En conseqüència del seu article, Zola espera un procés davant l'Audiència per tal de fer esclatar la veritat. És jutjat moltes vegades, essent el resultat final d'una banda una condemna a un any de presó i 3000 francs de multa pels seus atacs contra l'estat major (és a dir, amb les despeses, 7555 francs, que Octave Mirbeau paga de la seva butxaca el 8 d'agost 1898), de l'altra banda una condemna a un mes de presó i 1000 francs de multa per la seva denúncia dels tres pseudo-experts, del qual cadascun ha de rebre 10000 francs (és també Octave Mirbeau que obtindrà de Joseph Reinach els 40000 francs que permeten evitar l'embargament dels mobles de Zola). Per escapar a la presó, Zola s'exilia a Anglaterra, on passa onze mesos a l'espera d'una revisió del procés Dreyfus. L'ordre de revisió que retorna Dreyfus davant el consell de guerra de Rennes és feta el 3 de juny de 1899. Zola pot aleshores entrar a França, on publica a L'Aurore l'article Justice en el que es felicita d'aquesta decisió. Però el procés de Rennes afecta molt els dreyfusards, propers a la desesperació, i Zola continua lluitant fins a la seva mort per demanar la rehabilitació d'Alfred Dreyfus.
L'article del 13 de gener deu el seu títol, donat per Georges Clemenceau i Ernest Vaughan (director de L'Aurore), al fet que en la seva conclusió, totes les frases comencen per l'expressió J'accuse, repetició suggerida per Bernard Lazare:
- «(J'accuse) Acuso el tinent-coronel Armand du Paty de Clam d'haver estat l'obrer diabòlic de l'error judicial, inconscientment, vull creure, i d'haver defensat aleshores la seva obra nefasta, d'ençà fa tres anys, per les maquinacions més estrafolàries i més culpables.»

- «Acuso el general Mercier d'haver estat còmplice, almenys per feblesa d'esperit, d'una de les majors iniquitats del segle.»

- «Acuso el general Billot d'haver tingut entre les mans les proves segures de la innocència de Dreyfus i d'haver-les amagat, esdevenint culpable d'aquest crim de lesa-humanitat i de lesa-justícia, amb un objectiu polític i per salvar l'estat major compromès.»

- «Acuso el general de Boisdeffre i el general Gonse d'haver estat còmplices del mateix crim, un sens dubte per passió clerical, l'altre potser per aquest esperit de cos que fa dels despatxos de la guerra un indret inatacable.»

- «Acuso el general de Pellieux i el comandant Ravary d'haver fet un report malvat, amb informació de la més monstruosa parcialitat, del que tenim, pel que fa al segon, un imperible monument d'ingènua audàcia.»

- «Acuso els tres experts en cal·ligrafia, els senyors Belhomme, Varinard i Couard, d'haver fet informes mentiders i fraudulents, llevat que un examen mèdic no els declari atesos d'una malaltia de la vista i del judici.»

- «Acuso els despatxos de la guerra d'haver portat a la premsa, particularment al L'Éclair i a L'Écho de Paris, una campanya abominable, per desorientar l'opinió i cobrir la seva culpa.»

- «Acuso finalment el primer consell de guerra d'haver violat el dret, condemnant un acusat sobre una prova que continuava sent secreta, i acuso el segon consell de guerra d'haver cobert aquesta il·legalitat, per ordre, cometent al seu torn el crim jurídic d'absoldre conscientment un culpable.»

## Alfred Dreyfus
Alfred Dreyfus va néixer el 1859 a la ciutat de Mülhausen, que aleshores es trobava a la província d'Alsàcia, al nord-est de França. Nascut en una pròspera família jueva, va marxar de la seva ciutat natal a París el 1871 per respondre a l'annexió de la província per part d'Alemanya després de la Guerra francoprussiana. El 1894, mentre era capità d'artilleria per a l'estat major de França, Dreyfus va ser sospitós de proporcionar informació militar secreta al govern alemany.
Una dona de neteja i espia francesa anomenada Madame Marie Bastian que treballava a l'ambaixada d' Alemanya es trobava a la font de la investigació. Buscava habitualment papers a la paperera i bústies a l'Ambaixada d'Alemanya per obtenir documents sospitosos. Va trobar una llista sospitosa detallada de documents a l'ambaixada d'Alemanya el 1894 i la va lliurar al comandant Hubert-Joseph Henry, que treballava per a la contraintel·ligència militar francesa a l'estat major.
La llista havia estat trencada en sis trossos, i havia estat trobada per Madame Bastian a la paperera de Maximilian von Schwartzkoppen, el adjunt militar alemany. Quan es va investigar el document, Dreyfus va ser condemnat en gran part a base de testimonis d'experts professionals d' escriptura a mà: els grafòlegs van afirmar que "la manca de semblança entre l'escriptura de Dreyfus i la de la llista era la prova d'una "auto falsificació, "i va preparar un diagrama fantàsticament detallat per demostrar que va ser així". També hi va haver afirmacions d'oficials militars que van proporcionar proves confidencials.
Dreyfus va ser declarat culpable de traïció en un tribunal militar secret, durant el qual se li va negar el dret a examinar les proves contra ell. L'exèrcit li va treure del seu rang en una humiliant cerimònia i el va enviar a Illa del Diable, una colònia penal situada a la costa de la Guaiana Francesa a Amèrica del Sud.
Aleshores, França vivia un període d'antisemitisme, i hi havia molt pocs fora de la seva família que defensessin Dreyfuss. El 1899, Dreyfus va tornar a França per a un nou judici, però tot i que va tornar a ser declarat culpable, va ser indultat. El 1906, Dreyfus va recórrer de nou el seu cas, per obtenir l'anul·lació del seu veredicte de culpabilitat. El 1906, també va ser guardonat amb la Creu de la Legió d'Honor, per "un soldat que ha aguantat un martiri inigualable".

## Història d'Émile Zola
Émile Zola va néixer el 2 d'abril de 1840 a París. La principal obra literària de Zola va ser Les Rougon-Macquart, un cicle monumental de vint novel·les sobre la societat parisenca durant el Segon Imperi Francès sota Napoleó III i després de la Guerra francoprussiana. Va ser també el fundador del moviment naturalista en la literatura del segle xix. Zola va ser un dels més forts defensors de la Tercera República Francesa i va ser elegit com a membre de la Legió d'Honor. Va arriscar la seva carrera el gener de 1898 quan va decidir defensar Alfred Dreyfus. Zola va escriure una carta oberta al president de França, Félix Faure, acusant el govern francès de condemnar falsament Alfred Dreyfus i d'antisemitisme. La seva intenció era dibuixar l'acusació de manera tan àmplia que obligaria fonamentalment els homes del govern a demandar-lo per difusió. Un cop presentada la demanda, els Dreyfusards (partidaris de Dreyfus) tindrien l'oportunitat d'aconseguir i donar a conèixer la dèbil prova sobre la qual Dreyfus havia estat condemnat. Zola va titular la seva carta "J'Accuse", publicada a la portada del diari liberal de París L'Aurore de Georges Clemenceau. Zola va ser sotmès a judici per haver publicat la seva carta al president i va ser condemnat dues setmanes després. Va ser condemnat a presó i va ser retirat de la Legió d'Honor. Per evitar el temps de presó, Zola va fugir a Anglaterra i es va quedar allà fins que el Govern francès va caure; va continuar defensant Dreyfus. Quatre anys després d'aquesta famosa carta al president, Zola va morir per una intoxicació per monòxid de carboni causada per una xemeneia bloquejada. El 4 de juny de 1908, les restes de Zola van ser dipositades al Panteó de París.

## Arguments aJ'Accuse
Émile Zola va argumentar que "la condemna d'Alfred Dreyfus es basava en falses acusacions d'espionatge i era una tergiversació de la justícia". Primer va assenyalar que qui hi ha darrere de tot això és el Major du Paty de Clam. Zola afirma: "Va ser ell qui va plantejar l'esquema de dictar el text de la llista a Dreyfus; va ser ell qui va tenir la idea d'observar-lo en una habitació amb miralls. I va fer que el major Forzinetti portés una llanterna obturada que planejava obrir sobre l'acusat mentre dormia, amb l'esperança que, despertat per la llum sobtada, Dreyfus confessés."
A continuació, Zola assenyala que si la investigació del traïdor s'hagués fer correctament, l'evidència demostraria clarament que la llista provenia d'un oficial d'infanteria, no d'un oficial d'artilleria com Dreyfus.
Zola va argumentar que la innocència de Dreyfus es pot inferir fàcilment a partir de les circumstàncies en què afirma: "Aquests, senyor, són els fets que expliquen com es va produir aquest abús de justícia; les proves del personatge de Dreyfus, la seva opulència, la falta de motiu i la seva afirmació continuada d'innocència es combinen per demostrar que és víctima de la imaginació atrevida del Major du Paty de Clam, dels cercles religiosos que l'envolten i de l'obsessió del “jueu brut” que és el flagell del nostre temps."
Després de més investigacions, Zola assenyala que un home amb el nom de Major Esterhazy és l'home que hauria d'haver estat condemnat per aquest delicte, però no podia ser declarat com a culpable tret que tot l'estat major fos culpable, de manera que l'Oficina de Guerra va cobrir a Esterhazy.
Al final de la seva carta, Zola acusa el general Billot d'haver tingut a les seves mans una prova absoluta de la innocència de Dreyfus i de tapar-la. Acusa tant el general de Boisdeffre com el general Gonse de prejudicis religiosos contra Alfred Dreyfus. Acusa els tres experts de la cal·ligrafia, senyors Belhomme, Varinard i Couard, per presentar informes falsos que eren enganyosos, tret que un examen mèdic considerés que pateixen una malaltia que perjudica la seva vista i el seu judici.
Les darreres acusacions de Zola van ser al primer judici marcial per violar la llei per la condemna a Alfred Dreyfus sobre la base d'un document que es guardava en secret i al segon tribunal marcial per haver comès el delicte judicial d'haver exonerat conscientment el major Esterhazy.

## Ús subsegüent del terme
- El 1915, el pacifista alemany Richard Grelling va escriure un llibre va titular J'Accuse! on va condemnar les accions de l'Imperi alemany.
- El 1919, Abel Gance va treure la seva pel·lícula J'accuse com a declaració contra la Primera Guerra Mundial, disparant Gance a la fama internacional.
- El 1925, el diari àrab palestí més popular, Filastin (La Palestina), va publicar un editorial de quatre pàgines que protestava per la Declaració Balfour de 1917 amb el títol "J'Accuse!"
- El 1938, el polític feixista belga Léon Degrelle va publicar un polèmic llibret titulat J'accuse en contra del ministre Paul Stengers, acusant-lo de ser un "acumulador de feines, un lladre de bancs, un espoliador d'estalvis i un covard". Va provocar un pamflet de resposta titulat J'accuse Léon Degrelle.
- El 1950, el diumenge de Pasqua, membres del moviment Lletrista van proclamar la mort de Déu abans de la congregació de Notre-Dame de París a París. Michel Mourre va utilitzar la frase "J'accuse" per proclamar el que va veure com la maldat de l'Església catòlica Romana.
- El 1954, durant la controvèrsia que envolta J. Robert Oppenheimer i les acusacions que van plantejar un risc de seguretat a la Comissió de l'Energia Atòmica dels Estats Units, els periodistes Joseph i Stewart Alsop van escriure un article pel Harper's Magazine titulat "We Accuse!", on defensaven Oppenheimer com la víctima d'un petty la rancúnia aguantada per president d'AEC Lewis Strauss.[10]
- El 1961, durant el judici d'Adolf Eichmann, el cap de la fiscalia Gideon Hausner va utilitzar la frase en la seva declaració d'obertura.[11]
- El 1974 el llibre 'Upon My Word!' conté una història humorística del joc radiofònic del Regne Unit 'My Word' de Frank Muir que va presentar Zola com un pintor anglès imaginari anomenat Jack Hughes que ajudava Manet en la pintura Dejeuner sur l'herbe.
- El 1982, l'editor de la Revista Commentary Norman Podhoretz va utilitzar el títol "J'Accuse" per un article culpant l'Antisemitisme per una presumptament crítica excessiva d'Israel durant la Guerra del Líban de 1982.[12]
- Els 1997, l'episodi de South Park "Terrance and Phillip in Not Without My Anus" considera Terrance i Phillip en un judici per assassinat. Durant les exposicions finals, Scott, el fiscal diu "j'ai accuse" (sic).
- El 1998, el programa televisiu satíric australià The Games van treure un personatge anomenat Jack Hughes en un episodi titulat "J'Accuse". L'espectacle era una sàtira crítica de, entre altres coses, la corrupció en l'organització de les Olimpíades de Sydney; el personatge de Jack Hughes representava un periodista que sovint prova escàndols i corrupció, amb molt malestar dels protagonistes de l'espectacle .
- El 2001, L'episodi "The Indians in the Lobby" de la sèrie The West Wing inclou el President Josiah Bartlet abordant la primera dama per proclamar "J'Accuse, mon petit fromage!"
- El 2003, News Directions van publicar el poeta israelià Aharon Shabtai amb J'Accuse, una col·lecció dels poemes dibuixats de dues col·leccions diferents, Politika i Artzenu.
- El 2008, el director de cinema Peter Greenaway va treure un documental titulat Rembrandt J'Accuse. És una peça que acompanya la seva pel·lícula Nightwatching. Il·lustra la teoria de Greenaway en el sentit que Rembrandt està pintant The Night Watch on hi ha pistes de l'assassinat d'un que hi surt retratat.
- El 2012, Wayne Swan, el llavors vice-primer ministre d'Austràlia, va dir a la Primera ministre Julia Gillard que hagués afirmat "j'accuse" quan fer el seu discurs de misogínia al Parlament australià, acusant el dirigent de l'oposició Tony Abbott de sexisme i misogínia.[13]
- El 7 d'octubre de 2013, la revista Adventure Time va treure un episodi titulat 'Box Prince'. En l'episodi l'antagonista principal "Finn" està intentant ajudat el legítim príncep del Regne de la Caixa després de descobrir va ser reemplaçat per un impostor. Quan s'enfronta al príncep impostor mou el seu braç cap al fals dirigent fals i crida "J'accuse!".
- El 13 de maig de 2016, el professor de política i columnista brasiler Vladimir Safalte va publicar un article en el diari Folha de S.Paulo titulat "Nós acusamos" denunciant els diversos problemes relacionats amb la retirada de la presidenta del Brasil Dilma Rousseff.[14]
- L'1 de setembre de 2016, la política i advocada argentina Margarita Stolbizer va publicar un llibre titulat Yo acuso denunciant la corrupció durant el govern de la presidenta Cristina Fernández Kirchner.[15]